# One Man Dog
| 전문가 평가                   | 전문가 평가 |
| 평가 점수                     | 평가 점수   |
| 출처                          | 점수        |
| ----------------------------- | ----------- |
| AllMusic                      | [ 1 ]       |
| Christgau's Record Guide      | C+          |
| Encyclopedia of Popular Music | [ 3 ]       |
| MusicHound Rock               | 2/5         |
| Rolling Stone                 | (favorable) |
| The Rolling Stone Album Guide | [ 6 ]       |

《One Man Dog》는 미국의 싱어송라이터 제임스 테일러의 네 번째 스튜디오 음반이다. 1972년 11월 1일에 발매된 이 곡은 1973년 1월 13일, 빌보드 핫 100 차트 14위를 정점으로 히트한 〈Don't Let Me Be Lonely Tonight〉를 특징으로 한다. 후속 싱글인 〈One Man Parade〉도 차트에 올랐지만 성공적이지는 못했고, 미국에서 67위를 정점으로 캐나다 어덜트 컨템포러리 차트에서 55위에 올랐다. 기본 트랙은 주로 테일러의 홈 스튜디오에서 녹음되었다.

## 배경
이 음반은 18개의 짧은 곡들이 함께 묶여져 있다. 이 곡은 미국 빌보드 200 차트에서 4위에 올랐다. 또한 이 음반에는 대체 보컬 테이크와 일부 곡의 긴 버전을 포함한 쿼드러포닉 믹스가 있었다.
음반 발매 당시 《버윈 라이프》의 비평가 스티브 스파라시오는 이 음반이 "제임스 테일러의 최고의 음반임이 분명하다"고 평했다. 스파라시오는 "《One Man Dog》를 처음 들었을 때는 어떤 곡도 눈에 띄지 않는다. 하지만 하나의 실체로서 이 음반은 매우 잘 어우러진다. 역설적으로 들릴 수 있으나, 〈One Man Dog〉를 하나의 전체로 바라볼 수 있을 때 비로소 개별 곡들도 매우 훌륭하다는 사실을 깨닫게 된다"고 언급했다. 그는 이 음반의 주제를 테일러가 당시 칼리 사이먼과의 결혼과 약물 중단을 통해 얻은 삶에 대한 확신이며, 삶을 감당하기 위해 내면으로 향해야 한다는 깨달음으로 파악했다.

## 곡 목록
모든 곡들은 특별한 언급이 없는 한 제임스 테일러에 의해 작사/작곡하였다.
| #  | 제목                               | 작사·작곡   | 재생 시간 |
| -- | ---------------------------------- | ----------- | --------- |
| 1. | 〈One Man Parade〉                 |             | 3:10      |
| 2. | 〈Nobody But You〉                 |             | 2:57      |
| 3. | 〈Chili Dog〉                      |             | 1:35      |
| 4. | 〈Fool for You〉                   |             | 1:42      |
| 5. | 〈Instrumental I〉                 |             | 0:55      |
| 6. | 〈New Tune〉                       |             | 1:35      |
| 7. | 〈Back on the Street Again〉       | 대니 코치머 | 3:00      |
| 8. | 〈Don't Let Me Be Lonely Tonight〉 |             | 2:34      |

| #   | 제목                    | 작사·작곡                     | 재생 시간 |
| --- | ----------------------- | ----------------------------- | --------- |
| 1.  | 〈Woh, Don't You Know〉 | 코치머, 테일러, 릴런드 스클라 | 2:10      |
| 2.  | 〈One Morning in May〉  | 민요                          | 2:54      |
| 3.  | 〈Instrumental II〉     |                               | 1:41      |
| 4.  | 〈Someone〉             | 존 맥러플린                   | 3:36      |
| 5.  | 〈Hymn〉                |                               | 2:24      |
| 6.  | 〈Fanfare〉             |                               | 2:33      |
| 7.  | 〈Little David〉        |                               | 1:00      |
| 8.  | 〈Mescalito〉           |                               | 0:29      |
| 9.  | 〈Dance〉               |                               | 2:07      |
| 10. | 〈Jig〉                 |                               | 1:13      |

## 인증
| 국가        | 인증 |
| ----------- | ---- |
| 미국 (RIAA) | 골드 |